# 瀬戸内町立節子中学校
瀬戸内町立節子中学校（せとうちちょうりつ せっこちゅうがっこう）は、鹿児島県大島郡瀬戸内町節子にあった町立中学校。

## 概要
- 正確には、小学校と中学校との併設校であり、節子小中学校が正式名称である。
- 中学校の生徒数は、平成18年現在2名の全学年併せて学校全体（中学校内で）の学級数が、1学級の小規模校であった。
- 奄美大島南部に位置した。
- 食農教育として稲作や野菜作りに生徒が参加していた。

## 卒業後の進路
- 卒業後は、町内の鹿児島県立古仁屋高等学校や、奄美大島の高校などに進学した。